# Tutaryds distrikt
Tutaryds distrikt är ett distrikt i Ljungby kommun och Kronobergs län. Distriktet ligger öster om Ljungby. 

## Tidigare administrativ tillhörighet
Distriktet inrättades 2016 och utgörs av socknen Tutaryd i Ljungby kommun.
Området motsvarar den omfattning Tutaryds församling hade 1999/2000.